# Marie Johansson
à ne pas confondre avec Marie Risby, née Johansson, aussi une fondeuse suédoise
Pour les articles homonymes, voir Johansson.
Marie Johansson, née le 30 juin 1963 à Furudal, est une fondeuse suédoise.

## Biographie
Elle est membre des clubs IFK Mora et Dala-Järna IK.
Elle prend part à son premier championnat majeur aux Championnats du monde 1982 à Oslo, où elle est notamment sixième du dix kilomètres et septième du vingt kilomètres. Trois également dans le top dix en Coupe du monde cet hiver, elle se place dixième du classement général.
Lors de la saison 1984-195, même si une seule fois dans le top dix en Coupe du monde, elle obtient deux podiums en relais dans cette compétition à Falun et Oslo.
Lors de la saison 1986-1987, elle obtient le meilleur résultat de sa carrière à Val di Solr, où elle finit deuxième du cinq kilomètres derrière Brit Pettersen.
En 1988, elle court son ultime épreuve internationale à l'occasion des Jeux olympiques à Calgary, où elle se classe 21e du cinq kilomètres.
Elle se marie ensuite avec le fondeur a succès Gunde Svan, avec qui elle a une fille Julia, également fondeuse.

## Palmarès

### Jeux olympiques
| Édition / Épreuve | 5 km | 10 km | 20 km | Relais 4 × 5 km |
| ----------------- | ---- | ----- | ----- | --------------- |
| Calgary 1988      | 21e  |       |       |                 |

### Championnats du monde
| Édition / Épreuve | 5 km | 10 km | 20 km | Relais 4 × 5 km |
| ----------------- | ---- | ----- | ----- | --------------- |
| Oslo 1982         | 18e  | 6e    | 7e    | 6e              |

### Coupe du monde
- Meilleur classement général : 10e en 1982.
- 1 podium individuel : 1 deuxième place.
- 2 podiums en relais : 2 deuxièmes places.

#### Classements par saison
| Saison | Classement général |
| ------ | ------------------ |
| 1982   | 10e                |
| 1984   | 30e                |
| 1985   | 23e                |
| 1986   | 29e                |
| 1987   | 17e                |